# رابرت بایرون برد
رابرت بایرون برد (به انگلیسی: Robert Byron Bird) (متولد ۵ فوریه ۱۹۲۴ در برایان در تگزاس، – درگذشته ۱۳ نوامبر ۲۰۲۰) مهندس شیمی، استاد تمام و عضو بازنشسته هیئت علمی گروه مهندسی شیمی دانشگاه ویسکانسین در مدیسن بود. شهرت برد به دلیل پژوهش‌های او در زمینه پدیده‌های انتقال سیالات غیرنیوتونی، دینامیک سیالات پلیمری، تئوری سینتیک پلیمرها و رئولوژی است. همچنین از دیگر مواردی که باعث شهرت زیاد برد در میان پژوهشگران شاخه رئولوژی، دانشجویان و استادان رشته مهندسی شیمی شده‌است، کتاب مشهور و تأثیرگذار وی، با همکاری وارن ای. استوارت و ادوین ان. لایتفوت، به نام «پدیده‌های انتقال» است. به پاس پژوهش‌های برد، در سال ۱۹۸۷ نشان ملی علوم به وی اعطا شد.

## تحصیلات دانشگاهی
در سال ۱۹۴۱ برد به دانشگاه مریلند پیوست و در سال ۱۹۴۳ به عضویت انجمن آلفا چی سیگما درآمد ولی در همین سال به خاطر جنگ جهانی دوم، مجبور به ترک تحصیل شد. پس از آن با از سرگیری تحصیل در رشته مهندسی شیمی، مدرک کارشناسی خود را در سال ۱۹۴۷ از دانشگاه ایلینوی در اربانا-شمپین اخذ کرد. برد تحصیلات تکمیلی خود را در زمینه شیمی-فیزیک ادامه داد و در سال ۱۹۵۰ موفق شد مدرک دکترای خود را از دانشگاه ویسکانسین در مدیسن کسب کند. همچنین در طول سال‌های ۱۹۵۰ تا ۱۹۵۱، برد دوره پسادکترا را در پژوهشکده فیزیک نظری دانشگاه آمستردام گذراند.

## جوایز و افتخارات
در سال ۱۹۸۷، به پاس تألیف کتاب بسیار تأثیرگذار «پدیده‌های انتقال» و پژوهش‌های او در زمینه نظریه‌های سینتیکی، پدیده‌های انتقال، بررسی رفتار سیالات پلیمری و گسترش مطالعاتی زبان‌های خارجی برای دانشمندان و مهندسان، نشان ملی علوم توسط رئیس‌جمهور وقت ایالات متحده، رونالد ریگان، به برد اهدا شد. همچنین در سال ۱۹۷۴ به خاطر مشارکت‌های شاخص وی در زمینه رئولوژی، مدال بینگهام به برد اعطا شد.
برد از جمله اعضای آکادمی ملی مهندسی از سال ۱۹۶۹، آکادمی ملی علوم از سال ۱۹۸۹ و تعداد زیادی از آکادمی‌های علمی دیگر کشورها مانند آکادمی سلطنتی هنر و علوم هلند از سال ۱۹۸۵ و آکادمی سلطنتی علوم بلژیک از سال ۱۹۹۴ به‌شمار می‌رود. همچنین برد از سال ۱۹۸۱ به عضویت فرهنگستان هنر و علوم آمریکا، از سال ۱۹۷۰ به عضویت انجمن فیزیک آمریکا و از سال ۱۹۸۳ به عضویت آکادمی مکانیک آمریکا درآمده است.
در سال ۲۰۰۴، به خاطر «مشارکت‌ها و همکاری‌های منحصر به فرد در اشاعه و ارتقای زبان و فرهنگ هلندی در ایالات متحده و دانشگاه ویسکانسین» نشان مخصوص Ridder in de Orde van Oranje-Nassau به برد اهدا شد.
در سال ۲۰۰۸، برد حائز عنوان در تالار افتخارات آلفا چی سیگما شد. از دیگر افتخارات او می‌توان به مسند سخنوری رید مک‌نیل آیزات در دانشگاه بریگم یانگ اشاره کرد.

## تألیفات
برد، به‌طور مشترک، در تألیف بسیاری از کتب تأثیرگذار و مهم در زمینه‌های پدیده‌های انتقال و رئولوژی از جمله کتاب مشهور و کلاسیک «پدیده‌های انتقال» که به بسیاری از زبان‌ها بازگردانده شده‌است و کتاب «نظریه مولکولی گازها و مایعات» نقش داشته‌است.
پس از انتشار کتاب «پدیده‌های انتقال»، در بسیاری از دانشگاه‌های آمریکا که رشته مهندسی شیمی را ارائه می‌کردند، یک درس به همین نام در سیلابس درسی گنجانده شد.